# Řetězový most v Jaroměři
Řetězový most v Jaroměři překonával v letech 1831–1884 Labe na místě dnešního Tyršova mostu, tvoří západní vjezd na hlavní náměstí v centru Jaroměře. Řetězový most byl dominantou města.

## Historie
Na místě současného mostu byl říční brod. Později zde byl postaven dřevěný krytý most.
22. srpna 1831 byl položen základní kámen nového, řetězového mostu, který byl stavěn státním nákladem. Jeho stavbou byl pověřen inženýr Bedřich Schnirch. Na mostu byla tabulka s latinským nápisem, že železo k mostu dodala Růženina huť hraběte Kolovrata Libštejnského a železnou konstrukci provedl roku 1831 Ferdinand Heyd, ředitel těchto hutí. 27. srpna 1836 se na most přijel podívat císař Ferdinand V. Během prusko-rakouské války roku 1866 byl most kvůli znesnadnění postupu nepřátelských vojsk částečně rozebrán, odstraněny z něj mostnice a na svém místě tak zůstaly jen nosné řetězy a táhla od nich. Přestával však malou nosností i šířkou vyhovovat rozvíjejícímu se městu, při dopravě těžších nákladů musely být nakladeny po délce mostu silné fošny, aby se tak tíha nákladu rozložila po mostnicích stejnoměrněji. Most byl známý tím, že se velmi houpal a vyžadoval časté opravy. Proto byl vypracován projekt nového, železného mostu. V roce 1884 byl řetězový most snesen a nahrazen novou, příhradovou konstrukcí tzv. Erárního mostu, který zde stál až do roku 1932.

## Popis
Most byl 41 metrů dlouhý. Prostor mezi vstupními pylony byl velice úzký, takže kočí museli jezdit přes most velice opatrně.